# Łódzki Klub Sportowy 2011-2012

## Rosa
Aggiornata a settembre 2011
| N. |                       | Ruolo | Calciatore         |
| -- | --------------------- | ----- | ------------------ |
| 30 | Polonia (bandiera)    | P     | Bogusław Wyparło   |
| 13 | Montenegro (bandiera) | P     | Pavle Velimirović  |
| 5  | Polonia (bandiera)    | D     | Marcin Adamski     |
| 2  | Polonia (bandiera)    | D     | Cezary Stefańczyk  |
| 6  | Polonia (bandiera)    | D     | Piotr Klepczarek   |
| 8  | Polonia (bandiera)    | D     | Michał Łabędzki    |
| 18 | Polonia (bandiera)    | D     | Szymon Salski      |
| 44 | Polonia (bandiera)    | D     | Paweł Golański     |
| 3  | Polonia (bandiera)    | C     | Antoni Łukasiewicz |
| 4  | Polonia (bandiera)    | C     | Tomasz Nowak       |
| 9  | Polonia (bandiera)    | C     | Marcin Smoliński   |
| 14 | Polonia (bandiera)    | C     | Dariusz Kłus       |
| 15 | Polonia (bandiera)    | C     | Radosław Pruchnik  |

| N. |                       | Ruolo | Calciatore             |
| -- | --------------------- | ----- | ---------------------- |
| 29 | Montenegro (bandiera) | C     | Mladen Kašćelan        |
| 17 | Polonia (bandiera)    | C     | Sebastian Szałachowski |
| 19 | Armenia (bandiera)    | C     | Aġvan Papikyan         |
| 20 | Polonia (bandiera)    | C     | Artur Gieraga          |
| 22 | Polonia (bandiera)    | C     | Robert Szczot          |
| 23 | Polonia (bandiera)    | C     | Bartosz Romańczuk      |
| 25 | Polonia (bandiera)    | C     | Marcin Kaczmarek       |
| 7  | Polonia (bandiera)    | A     | Maciej Bykowski        |
| 10 | Polonia (bandiera)    | A     | Marek Saganowski       |
| 11 | Polonia (bandiera)    | A     | Marcin Mięciel         |
| 21 | Polonia (bandiera)    | A     | Rafał Kujawa           |
| 26 | Polonia (bandiera)    | A     | Artur Golański         |
| 27 | Polonia (bandiera)    | A     | Patryk Kubicki         |